# Temporada da CART World Series de 1980

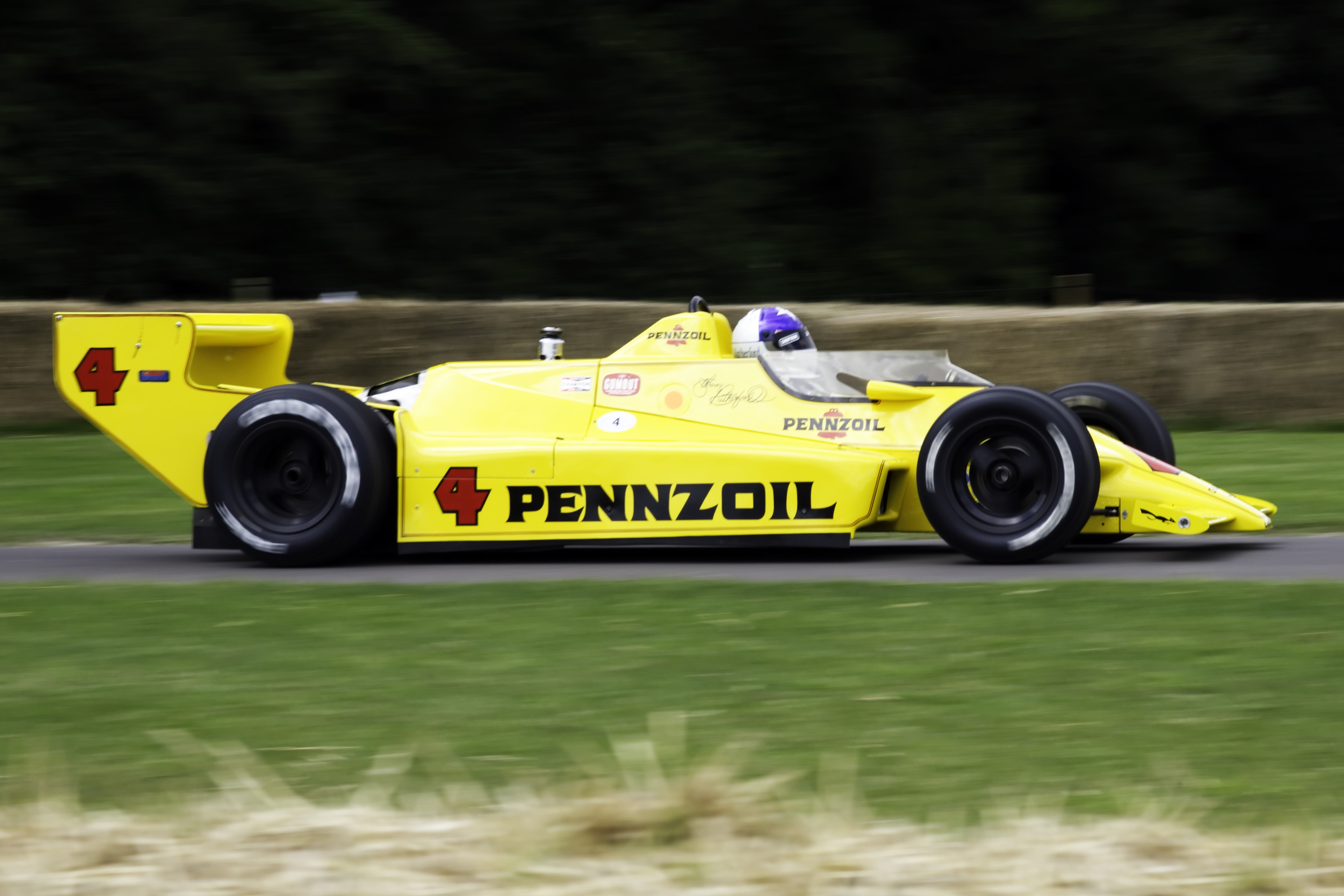
Chaparral de Johnny Rutherford campão da temporada 1980, sendo guiado no Festival de Goodwood em 2011.

A Temporada de 1980 da CART foi a segunda da história da categoria.
A temporada consistiu em doze corridas, começando em Ontário, Califórnia, em 13 de abril, e terminando em Avondale, Arizona, em 8 de novembro. O campeão dos pilotos da PPG Indy Car World Series e vencedor da Indianápolis 500 foi Johnny Rutherford. O novato (rookie) do ano foi o australiano Dennis Firestone. A temporada inteira, incluindo a 64º 500 Milhas de Indianápolis, que foi co-sancionada pela USAC e pela CART sob a bandeira da Championship Racing League (CRL). No entanto, a USAC se retirou do acordo após cinco corridas.
A corrida de abertura da temporada em Phoenix, marcada para 2 de março, foi cancelada devido a enchentes locais e estradas desabitadas.
Johnny Rutherford no chassi Chaparral 2K de efeitos terrestres de Jim Hall dominou a temporada. Rutherford venceu cinco corridas, incluindo um desempenho dominante nas 500 milhas de Indianápolis em 1980. Rutherford terminou entre os cinco primeiros nas primeiras dez corridas, conquistando uma vantagem de pontos de comando e inigualável. Rutherford começou a temporada terminando em 1º ou 2º lugar nas primeiras seis corridas e terminou com um total de oito terminados em 1º ou 2º. A temporada de Rutherford não foi sem incidentes, no entanto. Na corrida final da temporada em Phoenix, enquanto lutava contra Tom Sneva pela liderança, Rutherford se enroscou com um carro, bateu na parede e depois virou. O carro caiu de cabeça para baixo em sua barra, mas Rutherford não ficou gravemente ferido.
Esta temporada também marca o início da internacionalização da categoria, com uma etapa sendo realizada no México, sendo essa a primeira corrida realizada fora do território norte-americano pela CART.

## Pilotos e construtores
| Equipes                  | Chassis                                                       | Motores                                                         | #  | Pilotos                                     | Corridas                    |
| ------------------------ | ------------------------------------------------------------- | --------------------------------------------------------------- | -- | ------------------------------------------- | --------------------------- |
| Team Penske              | Penske                                                        | Cosworth                                                        | 1  | Rick Mears                                  | All                         |
| Team Penske              | Penske                                                        | Cosworth                                                        | 11 | Bobby Unser                                 | All                         |
| Team Penske              | Penske                                                        | Cosworth                                                        | 12 | Mario Andretti                              | 2, 4, 10, 12                |
| Team Penske              | Penske                                                        | Cosworth                                                        | 61 | Tom Gloy                                    | 5, 9-10                     |
| Leader Card Racing       | Watson (2-4, 8-10, 12) Eagle (1)                              | Offenhauser                                                     | 2  | Billy Vukovich II                           | 2-4, 9-10, 12               |
| Leader Card Racing       | Watson (2-4, 8-10, 12) Eagle (1)                              | Offenhauser                                                     | 2  | Sheldon Kinser                              | 8                           |
| Leader Card Racing       | Watson                                                        | Offenhauser (1, 7) Cosworth (All other races)                   | 24 | Sheldon Kinser                              | All except 8                |
| Leader Card Racing       | Watson                                                        | Offenhauser (1, 7) Cosworth (All other races)                   | 24 | Billy Vukovich II                           | 8                           |
| AMI Racing               | Lola (2, 4) Orbiter (3) McLaren (8)                           | Cosworth                                                        | 7  | Jerry Sneva                                 | 2-4, 8                      |
| AMI Racing               | Orbiter (3-10) Lola (12)                                      | Cosworth                                                        | 43 | Tom Bigelow                                 | 4, 8                        |
| AMI Racing               | Orbiter (3-10) Lola (12)                                      | Cosworth                                                        | 43 | Howdy Holmes                                | 3-7                         |
| AMI Racing               | Orbiter (3-10) Lola (12)                                      | Cosworth                                                        | 43 | Jerry Sneva                                 | 9                           |
| AMI Racing               | Orbiter (3-10) Lola (12)                                      | Cosworth                                                        | 43 | Danny Ongais                                | 10                          |
| AMI Racing               | Orbiter (3-10) Lola (12)                                      | Cosworth                                                        | 43 | Greg Leffler                                | 12                          |
| AMI Racing               | Lola                                                          | Cosworth                                                        | 44 | Greg Leffler                                | 2, 4, 9-10                  |
| AMI Racing               | Wildcat (All except 1, 11-12) Orbiter (12)                    | DGS (All except 1, 9, and 11-12) Offenhauser (11) Cosworth (12) | 46 | Gary Bettenhausen                           | All except 1 and 11         |
| Chaparral Cars           | Chaparral                                                     | Cosworth                                                        | 4  | Johnny Rutherford                           | All                         |
| Longhorn Racing          | Longhorn                                                      | Cosworth                                                        | 5  | Al Unser                                    | All                         |
| O'Connell Racing         | McLaren                                                       | Cosworth                                                        | 7  | Tom Sneva                                   | 1                           |
| O'Connell Racing         | McLaren (All except 1, 8, 10, 12) Phoenix (8, 10, 12)         | Cosworth                                                        | 9  | Tom Sneva                                   | 2-12                        |
| O'Connell Racing         | McLaren                                                       | Cosworth                                                        | 89 | Vern Schuppan                               | 2                           |
| Vollstedt Enterprises    | Vollstedt                                                     | Offenhauser                                                     | 8  | Dick Simon                                  | All except 1, 10, 12        |
| Vollstedt Enterprises    | Vollstedt                                                     | Offenhauser                                                     | 12 | Dick Simon                                  | 12                          |
| Morales Motorsports      | Penske (All except 4) Lightning (4)                           | Cosworth                                                        | 10 | Pancho Carter                               | All                         |
| Gilmore Racing           | Parnelli                                                      | Cosworth                                                        | 14 | A. J. Foyt                                  | 1-2, 4                      |
| Gilmore Racing           | Parnelli                                                      | Cosworth                                                        | 16 | George Snider                               | 2, 4                        |
| Tempero Racing           | Eagle                                                         | Chevrolet                                                       | 15 | Bill Tempero                                | 1                           |
| Tempero Racing           | Eagle                                                         | Chevrolet                                                       | 65 | Bill Tempero                                | All except 1, 4             |
| Lindsey Hopkins Racing   | Lightning                                                     | Offenhauser (2) Chevrolet (10) Cosworth (9)                     | 15 | Johnny Parsons                              | 2, 9-10                     |
| Lindsey Hopkins Racing   | Lightning                                                     | Chevrolet                                                       | 51 | Johnny Parsons                              | 4, 6                        |
| Lindsey Hopkins Racing   | Lightning                                                     | Cosworth                                                        | 55 | Janet Guthrie                               | 2-3                         |
| Lindsey Hopkins Racing   | Lightning                                                     | Chevrolet                                                       | 99 | Hurley Haywood                              | 2                           |
| McElreath Racing         | Eagle                                                         | Offenhauser                                                     | 16 | Jim McElreath                               | 11                          |
| McElreath Racing         | Penske                                                        | Cosworth                                                        | 23 | Jim McElreath                               | 2, 7-8                      |
| Rhoades Competition      | Penske                                                        | Cosworth                                                        | 18 | Dennis Firestone                            | 2, 4, 6, 9-12               |
| Rhoades Competition      | McLaren                                                       | Offenhauser                                                     | 19 | Dana Carter                                 | 2                           |
| Rhoades Competition      | Eagle                                                         | Ram                                                             | X  | Larry Rice                                  | 12                          |
| Patrick Racing           | Wildcat (1-2, 6) Phoenix (All except 1-2, 6)                  | Cosworth                                                        | 20 | Gordon Johncock                             | All                         |
| Patrick Racing           | Penske (1) Wildcat (2, 4, 6, 9-10) Phoenix (3, 5, 7-8, 11-12) | Cosworth                                                        | 40 | Tom Bagley                                  | All                         |
| Patrick Racing           | Penske                                                        | Cosworth                                                        | 60 | Gordon Smiley                               | 1                           |
| Patrick Racing           | Phoenix                                                       | Cosworth                                                        | 70 | Gordon Smiley                               | 2                           |
| Mach I Racing            | Penske (2-6, 8) Eagle (9)                                     | Cosworth (2-6, 8) Chevrolet (9)                                 | 21 | Tim Richmond                                | 2-6                         |
| Mach I Racing            | Penske (2-6, 8) Eagle (9)                                     | Cosworth (2-6, 8) Chevrolet (9)                                 | 21 | Mike Mosley                                 | 8-9                         |
| Davis Racing             | Wildcat                                                       | Offenhauser                                                     | 22 | Ross Davis                                  | 1                           |
| Sanett Racing            | Penske                                                        | Cosworth                                                        | 23 | Dick Ferguson                               | 1                           |
| Sanett Racing            | Penske                                                        | Cosworth                                                        | 26 | Dick Ferguson                               | 2                           |
| Interscope Racing        | Parnelli                                                      | Cosworth                                                        | 25 | Danny Ongais                                | All except 1, 8, 10, and 12 |
| Menard Racing            | Lightning                                                     | Offenhauser                                                     | 28 | Herm Johnson                                | All except 5-7              |
| Beaudoin Racing          | McLaren                                                       | Cosworth                                                        | 29 | Billy Engelhart                             | 2-4, 8-9, 12                |
| Machinists Union Racing  | IAM                                                           | Donovan (2-4, 6) DGS (8) Chevrolet (9, 12)                      | 30 | Phil Threshie                               | 2-4, 6, 8                   |
| Machinists Union Racing  | IAM                                                           | Donovan (2-4, 6) DGS (8) Chevrolet (9, 12)                      | 30 | Larry Dickson                               | 9, 12                       |
| Medlin Racing            | Eagle                                                         | Offenhauser                                                     | 32 | Tony Bettenhausen Jr                        | 2-4                         |
| Wysard Racing            | Wildcat (1-2, 4-5, 7) McLaren (9, 12)                         | Offenhauser (1) DGS (2, 4-5, 7) Cosworth (9, 12)                | 34 | Pete Halsmer                                | 1-2, 12                     |
| Wysard Racing            | Wildcat (1-2, 4-5, 7) McLaren (9, 12)                         | Offenhauser (1) DGS (2, 4-5, 7) Cosworth (9, 12)                |    | Vern Schuppan                               | 4-5, 7, 9                   |
| Bob Fletcher Racing      | Penske                                                        | Cosworth                                                        | 35 | Spike Gehlhausen                            | 2, 4, 6, 8-9                |
| Bob Fletcher Racing      | Penske                                                        | Cosworth                                                        | 35 | Gordon Smiley                               | 10-11                       |
| Bob Fletcher Racing      | Penske                                                        | Cosworth                                                        | 55 | Spike Gehlhausen                            | 1                           |
| J J Enterprises          | Wildcat                                                       | DGS                                                             | 36 | John Martin                                 | 5                           |
| J J Enterprises          | Wildcat                                                       | DGS (2, 6, 8-9) Cosworth (4)                                    | 37 | John Martin                                 | 2, 4, 6, 8-9                |
| Pacific Coast Racing     | Penske                                                        | Cosworth                                                        | 38 | Rick Muther                                 | 1                           |
| Pacific Coast Racing     | Penske                                                        | Cosworth                                                        | 82 | Rick Muther                                 | 2-3, 5-7, 9                 |
| Pacific Coast Racing     | Lightning                                                     | Offenhauser                                                     | 86 | Al Loquasto                                 | 2, 4                        |
| Pacific Coast Racing     | Lightning                                                     | Offenhauser                                                     | 86 | Jeff Heywood                                | 9                           |
| Karl Racing              | McLaren (2, 4-6) Gerhardt (3) Karl (7-9, 11-12)               | Chevrolet                                                       | 38 | Jerry Karl                                  | All except 1, 10            |
| Alsup Racing             | Penske                                                        | Cosworth                                                        | 41 | Bill Alsup                                  | All                         |
| Alsup Racing             | McLaren                                                       | Offenhauser                                                     | 47 | Phil Caliva                                 | 1-2, 4-5, 9, 11             |
| Mergard Racing           | Eagle                                                         | Offenhauser                                                     | 42 | John Wood                                   | 1-2, 4-5, 8                 |
| All American Racers      | Eagle                                                         | Cosworth (1) Chevrolet (2, 4)                                   | 48 | Mike Mosley                                 | 1-2, 4                      |
| BFM Enterprises          | Antares                                                       | Offenhauser                                                     | 50 | Jan Sneva                                   | 1                           |
| BFM Enterprises          | Manta                                                         | Offenhauser                                                     | 50 | Rich Vogler                                 | 2                           |
| BFM Enterprises          | Manta                                                         | Offenhauser                                                     | 50 | Dick Ferguson                               | 3                           |
| BFM Enterprises          | Manta                                                         | Offenhauser                                                     | 50 | Milt Harper                                 | 4                           |
| Garza Racing             | Penske                                                        | Cosworth                                                        | 55 | Josele Garza                                | 12                          |
| Hurtubise Racing         | Mallard                                                       | Offenhauser                                                     | 56 | Jim Hurtubise                               | 2                           |
| Frantz Racing            | McLaren                                                       | Cosworth                                                        | 57 | Tom Frantz                                  | 2                           |
| Hoffman Racing           | Lightning                                                     | Offenhauser                                                     | 59 | Lee Kunzman                                 | 2                           |
| Hoffman Racing           | Lightning                                                     | Offenhauser                                                     | 59 | Joe Saldana                                 | 4-6, 8, 10                  |
| Hoffman Racing           | Penske                                                        | Cosworth                                                        | 69 | Joe Saldana                                 | 1-2                         |
| Hoffman Racing           | Eagle                                                         | Offenhauser                                                     | 69 | Bob Frey                                    | 10                          |
| Hoffman Racing           | Spyder                                                        | Offenhauser                                                     | 79 | Bob Frey                                    | 4                           |
| Rager Racing             | Wildcat                                                       | Chevrolet                                                       | 66 | Roger Rager                                 | All except 1, 3, 7, and 10  |
| Rasmussen Racing         | Rascar                                                        | Foyt                                                            | 67 | Bob Harkey                                  | 2                           |
| Rasmussen Racing         | Rascar                                                        | Foyt                                                            | 67 | Buddie Boys                                 | 4                           |
| Rasmussen Racing         | McLaren                                                       | Offenhauser                                                     | 68 | Frank Weiss                                 | 2                           |
| Vetrock Racing           | Eagle                                                         | Offenhauser                                                     | 71 | Dean Vetrock                                | 8                           |
| Hodgdon Racing           | McLaren                                                       | Cosworth                                                        | 72 | Roger Mears                                 | 1                           |
| Hodgdon Racing           | McLaren                                                       | Cosworth                                                        | 72 | Michael Chandler                            | 9                           |
| Stanton Racing           | Penske                                                        | Cosworth                                                        | 75 | Ron Shuman                                  | 1-2                         |
| O'Hanlon Racing          | March                                                         | Chevrolet                                                       | 75 | [[Bruce Hill (racing driver)\|]] Bruce Hill | 3                           |
| O'Hanlon Racing          | McLaren                                                       | Cosworth                                                        | 75 | Lee Kunzman                                 | 5                           |
| O'Hanlon Racing          | McLaren                                                       | Cosworth                                                        | 81 | Cliff Hucul                                 | 3                           |
| O'Hanlon Racing          | McLaren                                                       | Cosworth                                                        | 81 | Lee Kunzman                                 | 4                           |
| O'Hanlon Racing          | McLaren                                                       | Cosworth                                                        | 81 | Jerry Sneva                                 | 10, 12                      |
| O'Hanlon Racing          | McLaren                                                       | Cosworth                                                        | 81 | Spike Gehlhausen                            | 11                          |
| Walmotor                 | Penske                                                        | Cosworth                                                        | 81 | Salt Walther                                | 2                           |
| Walmotor                 | Penske                                                        | Cosworth                                                        | 77 | Salt Walther                                | 6                           |
| RP Racing                | X                                                             | X                                                               | 80 | Larry Dickson                               | 2                           |
| Woodward Racing          | McLaren                                                       | Cosworth (9) Chevrolet (6)                                      | 81 | Dick Ferguson                               | 6, 9                        |
| Shade Tree Racing        | Eagle                                                         | Offenhauser                                                     | 85 | Michel Jourdain                             | 11-12                       |
| Pronosticos Deportivos   | Penske                                                        | Cosworth                                                        | 88 | Daniel Muñiz                                | 11                          |
| Intercomp                | Finley (2) Eagle (9)                                          | Offenhauser                                                     | 91 | John Mahler                                 | 2                           |
| Intercomp                | Finley (2) Eagle (9)                                          | Offenhauser                                                     | 91 | Chip Mead                                   | 9                           |
| Intercomp                | Eagle (3) Penske (5, 7-9, 11)                                 | Offenhauser                                                     | 92 | John Mahler                                 | 3, 5, 7-9, 11               |
| Ovaciones                | Penske                                                        | Cosworth                                                        | 91 | Juan Carlos Bolaños                         | 11                          |
| Whittington Bros. Racing | Parnelli                                                      | Cosworth                                                        | 94 | Bill Whittington                            | 2                           |
| Whittington Bros. Racing | Penske                                                        | Cosworth                                                        | 96 | Don Whittington, Jr.                        | 2, 4                        |
| Cannon Racing            | Wildcat                                                       | DGS (1-2, 6-7, 9-12) Offenhauser (3-5, 8)                       | 95 | Larry Cannon                                | All except 1 and 11.        |
| Grant King Racing        | King                                                          | Chevrolet                                                       | 86 | Roger Mears                                 | 5                           |
| Grant King Racing        | King                                                          | Chevrolet                                                       | 97 | Roger Mears                                 | 2, 7-8                      |
| Grant King Racing        | King                                                          | Chevrolet                                                       | 97 | Billie Harvey                               | 3                           |
| Grant King Racing        | King                                                          | Chevrolet                                                       | 97 | Jim McElreath                               | 4                           |
| Grant King Racing        | King                                                          | Chevrolet                                                       | 97 | Jerry Miller                                | 12                          |
| Grant King Racing        | King                                                          | Chevrolet                                                       | 98 | Bob Harkey                                  | 4                           |
| Grant King Racing        | King                                                          | Chevrolet                                                       | 98 | Tony Bettenhausen Jr                        | 5, 7                        |

## Calendário
| #  | Data           | Grande Prêmmio                   | Circuito                          | Local                   |
| -- | -------------- | -------------------------------- | --------------------------------- | ----------------------- |
| -  | 2 de Março     | Arizona Republic/Jimmy Bryan 150 | O Phoenix International Raceway   | Avondale, Arizona       |
| 1  | 13 de Abril    | Datsun Twin 200                  | O Ontario Motor Speedway          | Ontario, California     |
| 2  | 25 de Maio     | Indianapolis 500                 | O Indianapolis Motor Speedway     | Indianapolis, Indiana   |
| 3  | 8 de Junho     | Gould Rex Mays Classic           | O Milwaukee Mile                  | West Allis, Wisconsin   |
| 4  | 22 de Junho    | True Value 500                   | O Pocono Raceway                  | Long Pond, Pennsylvania |
| 5  | 13 de Julho    | Red Roof Inns 150                | R Mid-Ohio Sports Car Course      | Lexington, Ohio         |
| 6  | 20 de Julho    | Norton 200                       | O Michigan International Speedway | Brooklyn, Michigan      |
| 7  | 3 de Agosto    | Kent Oil 150                     | R Watkins Glen International      | Watkins Glen, New York  |
| 8  | 10 de Agosto   | Tony Bettenhausen 200            | O Milwaukee Mile                  | West Allis, Wisconsin   |
| 9  | 31 de Agosto   | California 500                   | O Ontario Motor Speedway          | Ontario, California     |
| 10 | 20 de Setembro | Gould Grand Prix                 | O Michigan International Speedway | Brooklyn, Michigan      |
| 11 | 26 de Outubro  | I Copa México 150                | R Autódromo Hermanos Rodríguez    | Mexico City, Mexico     |
| 12 | 8 de Novembro  | Miller High Life 150             | O Phoenix International Raceway   | Avondale, Arizona       |

- A corrida de Phoenix foi marcada para o dia 2 de março, mas cancelada devido a enchentes.

### Resultado das corridas
| #  | Grande Prêmio              | Pole Position     | Piloto vencedor   | Equipe vencedora       | Duração | Resumo    |
| -- | -------------------------- | ----------------- | ----------------- | ---------------------- | ------- | --------- |
| 1  | Datsun Twin 200            | Johnny Rutherford | Johnny Rutherford | Chaparral Cars         | 1:14:03 | Descrição |
| 2  | Indianapolis 500-Mile Race | Johnny Rutherford | Johnny Rutherford | Chaparral Cars         | 3:29:59 | Descrição |
| 3  | Gould Rex Mays Classic 150 | Gordon Johncock   | Bobby Unser       | Team Penske            | 1:19:48 | Descrição |
| 4  | True Value 500             | Bobby Unser       | Bobby Unser       | Team Penske            | 3:18:04 | Descrição |
| 5  | Red Roof Inns 150          | Al Unser          | Johnny Rutherford | Chaparral Cars         | 1:48:04 | Descrição |
| 6  | Norton 200                 | Bobby Unser       | Johnny Rutherford | Chaparral Cars         | 1:20:48 | Descrição |
| 7  | Kent Oil 150               | Al Unser          | Bobby Unser       | Team Penske            | 1:30:51 | Descrição |
| 8  | Tony Bettenhausen 200      | Johnny Rutherford | Johnny Rutherford | Chaparral Cars         | 1:54:13 | Descrição |
| 9  | California 500             | Bobby Unser       | Bobby Unser       | Team Penske            | 3:11:51 | Descrição |
| 10 | Gould Grand Prix 150       | Mario Andretti    | Mario Andretti    | Team Penske            | 0:53:44 | Descrição |
| 11 | I Copa México 150          | Bobby Unser       | Rick Mears        | Team Penske            | 1:16:43 | Descrição |
| 12 | Miller High Life 150       | Mario Andretti    | Tom Sneva         | Jerry O'Connell Racing | 1:30:04 | Descrição |

## Classificação
| #   | Piloto                | ONT | INDY | MIL | POC | MDO | MIC | WGL | MIL | ONT | MIC | MXS | PHX | Pts   |
| --- | --------------------- | --- | ---- | --- | --- | --- | --- | --- | --- | --- | --- | --- | --- | ----- |
| 1   | Johnny Rutherford     | 1   | 1    | 2   | 2   | 1   | 1   | 5   | 1   | 2   | 4   | Ret | Ret | 4.723 |
| 2   | Bobby Unser           | Ret | Ret  | 1   | 1   | Ret | 2   | 1   | 3   | 1   | 2   | 2   | DNQ | 3.714 |
| 3   | Tom Sneva             | 2   | 2    | 6   | 3   | Ret | 6   | 4   | Ret | Ret | 6   | 4   | 1   | 2.930 |
| 4   | Rick Mears            | Ret | 5    | 5   | 12  | Ret | 4   | 2   | 2   | 3   | 3   | 1   | 7   | 2.866 |
| 5   | Pancho Carter         | Ret | 6    | 4   | 6   | 7   | 3   | 7   | Ret | 7   | 7   | Ret | Ret | 1.855 |
| 6   | Gordon Johncock       | 3   | 4    | 3   | DNQ | 2   | 5   | Ret | Ret | Ret | Ret | Ret | Ret | 1.572 |
| 7   | Bill Alsup            | 7   | DNQ  | 9   | 4   | 3   | 10  | 8   | Ret | Ret | 10  | Ret | Ret | 1.214 |
| 8   | Al Unser              | Ret | Ret  | Ret | Ret | Ret | 7   | Ret | 13  | 4   | 5   | 3   | Ret | 1.153 |
| 9   | Gary Bettenhausen     |     | 3    | 12  | Ret | Ret | 9   | 11  | WD  | Ret | Ret |     | 3   | 1.057 |
| 10  | Vern Schuppan         |     | DNQ  |     | 5   | 5   |     | Ret |     | 10  |     |     |     | 806   |
| 11  | Tom Bagley            | 5   | Ret  | Ret | Ret | DNS | 8   | 6   | 4   | Ret | 8   | Ret | Ret | 794   |
| 12  | Dennis Firestone RY   |     | Ret  |     | Ret |     | 14  |     |     | 6   | DNS | 5   | 5   | 743   |
| 13  | Sheldon Kinser        | Ret | DNQ  | 11  | 7   | Ret | 16  | Ret | Ret | 12  | 14  | 7   | 4   | 697   |
| 14  | Tom Gloy              |     |      |     |     | 6   |     |     |     | 5   | 9   |     |     | 680   |
| 15  | Danny Ongais          |     | 7    | Ret | Ret | Ret | Ret | 3   |     | Ret | 11  | Ret |     | 601   |
| 16  | Mario Andretti        |     | Ret  |     | Ret |     |     |     |     |     | 1   |     | 2   | 580   |
| 17  | Spike Gehlhausen      | 4   | Ret  |     | DNQ |     | 12  |     | 5   | Ret |     | Ret |     | 473   |
| 18  | Roger Rager           |     | Ret  |     | Ret | 8   | Ret |     | 8   | 11  |     | Ret | Ret | 381   |
| 19  | Rick Muther           | Ret | DNQ  | 18  |     | Ret | Ret | 10  |     | 8   |     |     |     | 356   |
| 20  | Bill Tempero R        | Ret | DNQ  | 16  |     | Ret | 17  | 15  | 6   | Ret | 16  | 8   | Ret | 331   |
| 21  | Dick Ferguson         | 8   | Ret  | DNQ |     |     | 13  |     |     | 9   |     |     |     | 315   |
| 22  | Howdy Holmes          |     | DNQ  | 15  | 8   | Ret | 11  | 13  |     |     |     |     |     | 314   |
| 23  | Larry Cannon          |     | Ret  | DNQ | 9   | DNQ | Ret |     | DNQ | Ret | Ret | 9   | Ret | 299   |
| 24  | Herm Johnson          | Ret | DNQ  | 17  | 11  |     |     |     | 11  | 13  | 13  | Ret | 8   | 272   |
| 24  | Roger Mears           | 9   | DNQ  |     |     | 4   |     | 16  | Ret |     |     |     |     | 272   |
| 26  | Tom Bigelow           |     | 8    |     |     |     |     |     | 14  |     |     |     |     | 260   |
| 27  | Billy Engelhart       |     | 11   | 10  | 13  |     |     |     | 10  | Ret |     |     | Ret | 246   |
| 28  | Jim McElreath         |     | Ret  |     | Ret |     |     | 12  | 9   |     |     | 6   |     | 240   |
| 29  | Jerry Karl            |     | Ret  | 14  | 15  | Ret | 15  | 9   | Ret | Ret |     | Ret | Ret | 215   |
| 30  | Tim Richmond          |     | 9    | DNQ | DNQ | Ret | Ret |     |     |     |     |     |     | 209   |
| 31  | Dick Simon            |     | Ret  | 13  | Ret | DNS | Ret | 17  | 7   | Ret | Ret | Ret | Ret | 185   |
| 32  | Greg Leffler R        |     | 10   |     | DNQ |     |     |     |     | Ret | 15  |     | Ret | 184   |
| 33  | Gordon Smiley R       | 6   | Ret  |     |     |     |     |     |     |     | Ret | DNQ |     | 176   |
| 34  | Lee Kunzman           |     | DNQ  |     | 10  | DNQ |     |     |     |     |     |     |     | 150   |
| 35  | Jerry Sneva           |     | Ret  | 8   | 14  |     |     |     | Ret | Ret | 11  |     | Ret | 149   |
| 36  | Pete Halsmer R        | Ret | DNQ  |     |     |     |     |     |     |     |     |     | 6   | 128   |
| 37  | Billy Vukovich II     |     | 12   | Ret | Ret |     |     |     | Ret | Ret | Ret |     | Ret | 96    |
| 38  | Cliff Hucul           |     |      | 7   |     |     |     |     |     |     |     |     |     | 90    |
| 39  | Phil Caliva           | Ret | DNQ  |     | Ret | Ret |     |     |     | Ret |     | Ret |     | 70    |
| 40  | Jan Sneva             | 10  | DNQ  |     |     |     |     |     |     |     |     |     |     | 60    |
| 41  | John Martin           |     | DNQ  |     | Ret | Ret | Ret |     | Ret | Ret |     |     |     | 56    |
| 41  | Mike Mosley           | Ret | Ret  |     | Ret |     |     |     | Ret | Ret |     |     |     | 56    |
| 43  | Joe Saldana           | Ret | DNQ  |     | Ret | DNQ | Ret |     | 12  |     | Ret |     |     | 50    |
| 44  | A. J. Foyt            | DNS | Ret  |     | Ret |     |     |     |     |     |     |     |     | 45    |
| 45  | Ron Shuman            | 11  | DNQ  |     |     |     |     |     |     |     |     |     |     | 40    |
| 46  | Johnny Parsons        |     | Ret  |     | DNQ |     | Ret |     |     | Ret | Ret |     |     | 36    |
| 47  | John Mahler           |     | DNQ  | DNQ |     | Ret |     | 14  | Ret | Ret |     | Ret |     | 35    |
| 48  | Don Whittington, Jr.  |     | 13   |     | DNQ |     |     |     |     |     |     |     |     | 25    |
| 48  | John Wood R           | 12  | DNQ  |     | DNQ | Ret |     |     | DNQ |     |     |     |     | 25    |
| 48  | Mike Chandler R       |     |      |     |     |     |     |     |     | Ret |     |     |     | 25    |
| 48  | George Snider         |     | Ret  |     | DNQ |     |     |     |     |     |     |     |     | 25    |
| 52  | Hurley Haywood        |     | Ret  |     |     |     |     |     |     |     |     |     |     | 20    |
| 53  | Phil Threshie         |     | DNQ  | Ret | Ret |     | DNQ |     | DNQ |     |     |     |     | 15    |
| 54  | Larry Dickson         |     | DNQ  |     |     |     |     |     |     | Ret |     |     | Ret | 10    |
| 55  | Daniel Muñiz R        |     |      |     |     |     |     |     |     |     |     | Ret |     | 8     |
| 55  | Jerry Miller          |     |      |     |     |     |     |     |     |     |     |     | Ret | 8     |
| 57  | Billie Harvey         |     |      | 19  |     |     |     |     |     |     |     |     |     | 6     |
| 57  | Bob Frey R            |     | DNQ  | DNQ | DNQ |     |     |     |     |     | 17  |     |     | 6     |
| 57  | Juan Carlos Bolaños R |     |      |     |     |     |     |     |     |     |     | Ret |     | 6     |
| 57  | Michel Jourdain Sr.   |     |      |     |     |     |     |     |     |     |     | Ret | DNQ | 6     |
| 57  | Ross Davis            | Ret | DNQ  |     |     |     |     |     |     |     |     |     |     | 6     |
| 57  | Salt Walther          |     | DNQ  |     |     |     |     |     |     |     | 18  |     |     | 6     |
| 63  | Al Loquasto           |     | DNQ  |     | Ret |     |     |     |     |     |     |     |     | 5     |
| 63  | Bill Whittington      |     | Ret  |     |     |     |     |     |     |     |     |     |     | 5     |
| 63  | Chip Mead R           |     |      |     |     |     |     |     |     | Ret |     |     |     | 5     |
| 63  | Tony Bettenhausen Jr. |     | DNQ  | DNQ | Ret | DNQ |     | DNQ |     |     |     |     |     | 5     |
| 63  | Jeff Heywood R        |     |      |     |     |     |     |     |     | Ret |     |     |     | 5     |
| Pos | Driver                | ONT | INDY | MIL | POC | MDO | MIC | WGL | MIL | ONT | MIC | MXS | PHX | Pts   |

| Cor        | Significado               |
| ---------- | ------------------------- |
| Ouro       | Vencedor                  |
| Prata      | 2° Lugar                  |
| Bronze     | 3° Lugar                  |
| Verde      | 4° e 5° Lugar             |
| Azul Claro | 6° ao 10° Luigar          |
| Roxo       | Terminou (Fora do Top 10) |
| Púrpura    | Retirou-se (Ret)          |
| Rosa       | Não Qualificado (DNQ)     |
| Marrom     | Retirado (Wth)            |
| Preto      | Disqualificado (DSQ)      |
| Branco     | Não Largou (DNS)          |
| Sem Cor    | Não Participou (DNP)      |
| Sem Cor    | Não Competiu              |

| Notas   | Notas                    |
| ------- | ------------------------ |
| Bold    | Pole Position            |
| Italics | Volta Mais Rápida        |
| *       | Mais Voltas Na Liderança |
| RY      | Rookie do Ano            |
| R       | Rookie                   |

| Cor        | Significado               |
| ---------- | ------------------------- |
| Ouro       | Vencedor                  |
| Prata      | 2° Lugar                  |
| Bronze     | 3° Lugar                  |
| Verde      | 4° e 5° Lugar             |
| Azul Claro | 6° ao 10° Luigar          |
| Roxo       | Terminou (Fora do Top 10) |
| Púrpura    | Retirou-se (Ret)          |
| Rosa       | Não Qualificado (DNQ)     |
| Marrom     | Retirado (Wth)            |
| Preto      | Disqualificado (DSQ)      |
| Branco     | Não Largou (DNS)          |
| Sem Cor    | Não Participou (DNP)      |
| Sem Cor    | Não Competiu              |

| Notas   | Notas                    |
| ------- | ------------------------ |
| Bold    | Pole Position            |
| Italics | Volta Mais Rápida        |
| *       | Mais Voltas Na Liderança |
| RY      | Rookie do Ano            |
| R       | Rookie                   |